# Giải văn học Hans Christian Andersen
Đừng lẫn lộn với [Giải Hans Christian Andersen]
'Giải văn học Hans Christian Andersen' là một giải thưởng văn học của Đan Mạch, được lập ra năm 2010. Giải do Ủy ban giải thưởng văn học H. C. Andersen (H.C. Andersen Litteraturpriskomité), một tổ chức tư nhân lập ra với sự cộng tác của chính quyền thành phố Odense, nhà xuất bản Gyldendal cùng các nhà bảo trợ tư nhân.
Giải được trao tặng cho một tác giả còn sống, mà tác phẩm có phong cách giống như (tác phẩm) của Hans Christian Andersen.
Giải thưởng gồm một bức tượng "chú vịt con không xấu xí" bằng đồng do nhà điêu khắc Stine Ring Hansen thực hiện và một khoản tiền thưởng là 500.000 krone Đan Mạch (khoảng trên 95.000 dollar Mỹ). được trao tại thành phố Odense, quê hương của H.C. Andersen.

## Các người đoạt giải
- 2010 – J.K. Rowling[4][5]
- 2012 – Isabel Allende[6]
- 2014 - Salman Rushdie[7]
- 2016: - Haruki Murakami
- 2018: - A. S. Byatt
- 2020: - Karl Ove Knausgård